# Rule the World (bài hát của Take That)
"Rule the World" là một bài hát của nhóm nhạc người Anh Take That được thu âm làm nhạc nền cho bộ phim Stardust (2007) và sau đó được đưa vào ấn bản deluxe của album phòng thu thứ tư Beautiful World (2006). Bài hát được phát hành tại Vương quốc Anh vào ngày 21 tháng 10 năm 2007 thông qua tải nhạc kỹ thuật số và dưới dạng đĩa đơn CD vào ngày hôm sau. Đĩa đơn này đạt vị trí thứ hai trên Bảng xếp hạng đĩa đơn của Vương quốc Anh và tiếp tục trở thành đĩa đơn bán chạy thứ hai của nhóm, đạt hơn 1,2 triệu bản và được chứng nhận 2x Bạch kim bởi British Phonographic Industry (BPI).
Video âm nhạc với sự góp mặt của ban nhạc và một dàn nhạc, được quay tại Abbey Road Studios, và xen kẽ với các trích đoạn của bộ phim Stardust. Take That đã biểu diễn bài hát tại lễ bế mạc Thế vận hội Olympic London 2012 trong khi Ngọn lửa Olympic bị dập tắt. Bài hát đã được gửi để xem xét tại Lễ trao giải Oscar lần thứ 80 cho Ca khúc trong phim hay nhất nhưng cuối cùng không được đề cử.